# Sanharó
Sanharó é um município brasileiro do estado de Pernambuco, situado na região nordeste do Brasil. Pertence à Mesorregião do Agreste Pernambucano.
Famoso por levar o título de uma das maiores bacias leiteiras de Pernambuco, o município de Sanharó é conhecido como o grande produtor e fornecedor de queijo e leite do estado. 
O município exerce um importante papel agroindustrial na região do agreste pernambucano, sendo um dos principais pólos de beneficiamento de laticínios do estado. Sanharó é conhecida em todo o estado de Pernambuco por sua tradição e qualidade na produção de queijos e derivados, sendo referência no Nordeste no ramo agroindustrial de beneficiamento de laticínios. A cidade possui um grande centro de comércio de laticínios localizado às margens da BR-232, que conta com uma inúmera variedade de produtos derivados do leite que vão desde produtos tradicionais, como o queijo coalho, o queijo manteiga, o queijo Mussarela, até queijos sofisticados, como Provolone, Queijo Minas, Queijo Parmesão entre outros.
Fontes históricas revelam que o povoamento das terras onde hoje se localizam o município teve início entre fins do século XVIII, por portugueses. Registros mostram que o termo “Sanharó” veio de uma espécie de abelha negra presente na fauna no local. No vocabulário indígena, a palavra significa “zangado ou excitado”.  A sua população estimada era de 26.026 habitantes em 2018.
O município possui forte tradição em festa junina, suas festividades de São João acontecem todos os anos durante todo o mês de Junho.

## História
As terras onde hoje se localizam o município pertenciam à sesmaria de Ororubá, doada a José Vieira de Melo. No início do século XVIII, foi fundada a povoação de Sanharó por José Francisco Leite, no entorno da qual prosperavam fazendas de gado.
O distrito foi criado pela lei municipal nº 18, de 12 de novembro de 1912, subordinado ao município de Pesqueira. Foi elevado à categoria de município com a denominação de Sanharó, pela lei estadual nº 375, de 24 de dezembro de 1948, desmembrado de Pesqueira e instalado em 2 de janeiro de 1949.
O nome Sanharó veio de uma espécie de abelha negra existente neste local, denominada sanharó, que em vocábulo indígena significa zangado ou excitado.

## Geografia
Localiza-se a uma latitude 08º21'38" sul e a uma longitude 36º33'56" oeste, estando a uma altitude de 653 metros. Sua população estimada em é de 17.627 habitantes. Possui uma área de  256 km².
Sanharó é banhado pelo rio Ipojuca, que mais além deságua no Oceano Atlântico.

## Economia
Famosa por ser uma das maiores bacias leiteiras do estado, é conhecida como "A cidade do queijo e do leite". O município exerce um importante papel agroindustrial na região do Agreste e interior pernambucano, sendo um dos principais pólos de beneficiamento de laticínios do estado.
A cidade possui um grande centro de comércio de laticínios localizado às margens da BR-232, que conta com uma inúmera variedade de produtos derivados do leite que vai desde os queijos tradicionais como queijo coalho, queijo manteiga, até queijos sofisticados como Provolone, Queijo Minas, Queijo Parmesão entre outros.
Sanharó é conhecida em todo o estado de Pernambuco por sua tradição e qualidade na produção de queijos e derivados, sendo referência no Nordeste no ramo agroindustrial de beneficiamento de laticínios.

## Turismo
Famosa por ter uma das maiores festas juninas do interior de Pernambuco, Sanharó destaca-se por realizar festividades durante todo o mês de junho, promovendo grandes Shows com bandas de renome regional e nacional e espetáculos de Quadrilha Estilizada. A cidade recebe milhares de pessoas durante todo o período junino, alavancando a economia local.
Durante todos os anos acontece dois grandes eventos religiosos: a Festa do padroeiro Sagrado Coração de Jesus, realizada no mês de outubro e do co-padroeiro; São Sebastião que se realiza no mês de fevereiro.
Pelo mês de setembro realiza-se a tradicional Feira do Leite, evento famoso na região que promove um conjunto de atividades direcionadas aos produtores de leite e aos agro-pecuaristas da região. Dentre as atividades da Feira do Leite estão o Tradicional Concurso leiteiro, as mostras de animais, as vaquejadas, os rodeios e os shows ao vivo.
Outros eventos também são destaques no município, como a Festa do Beco, realizada sempre na última semana do ano, assim como a Festa do Peba; e a Festa de "sancoquinho", realizada sempre depois da festa de São Sebastião.
No mês de maio acontece a cavalgada das amazonas, reunindo mulheres de todos os municípios vizinhos. Já no mês de setembro é a vez dos homens colocarem suas montarias. O importante é que em ambas, terminam todos juntos numa grande festa. No mês de junho acontece a Festa do Curral, que é uma grande confraternização de amigos no curral de gado da cidade onde acontece durante o ano inteiro nas teças feiras a tradicional feira de gado. Festa regada a música regional e muita alegria.

## Cultura
O município tem forte tradição na música e possui duas das mais antigas e tradicionais bandas de música do estado de Pernambuco: a Sociedade Musical Santa Cecília, fundada em 1908, pelos músicos Manuel Fernandes Bezerra e Joaquim Francisco de Assis Aquino e a Banda de Música Severiano de Assis Aquino, fundada em 1975 pelo maestro José Galdino e futuramente regida pelos maestros Gustavo Tadeu Vieira Leite (compositor do hino da cidade) e José Ricardo Gonçalves da Silva, maestro conhecido por formar grandes gerações de músicos na cidade. Atualmente, Sanharó conta com novas bandas musicais formada por alunos das escolas municipais e estaduais da cidade: a Banda Marcial Professor Amaro Soares de Souza, fundada em 2013 e regida pelo Maestro José Ricardo Gonçalves da Silva; a Banda Marcial Professora Nilza Leite Avelino, fundada em 2015 e regida pelo Maestro Diego da Silva Azevedo; a Banda Marcial Maestro Gustavo Tadeu Vieira Leite, fundada em 2022 e regida pelo Maestro Gustavo Salomão Leite.
Outra importante manifestação cultural do município é o grupo cultural dos Bacamarteiros da Barriguda, que trazem a tradição e emoção dos tiros de bacamarte e espalham cultura e por onde passam. Possui também dentre outras coisas, o grupo de Coco da Barriguda; as orquestras de frevo no carnaval; o Palhoção do Povo; e a grandiosa Feira do Leite, que acontece todos os anos.
Todos os anos no município acontece o espetáculo da Paixão de Cristo, uma peça realizada por atores da cidade através da Companhia de Teatro de Sanharó (COMTEAS), sob a direção de Tcharles Henrique Amorim da Silva, professor de teatro e dança da cidade. A peça é referenciada e agraciada por toda a população. A Companhia de Teatro também realiza outras peças durante o ano se apresentando em diversos eventos culturais.
A cidade tem um grupo de quadrilha estilizada, a Quadrilha Arrasta-pé, que  todos os anos compete em várias cidades e já foi premiada em muitas competições. A cidade também conta com a quadrilha Raízes do Nordeste, sob a direção de Wallace Soares e Kaique Melo, a quadrilha em seu primeiro ano de execução já foi premiada na cidade de  Glória do Goitá/PE na 3° colocação, e ficando em outras colocações satisfatórias, além do mais elevou o número de pessoas na estreia, no palhoção do povo no São João da cidade de Sanharó.
Com a ajuda da prefeitura a cidade também realiza o Tradicional Concurso de Quadrilha Estilizada todos os anos, onde grupos de quadrilhas estilizadas de todo o estado podem participar.

## Esporte
O município realiza todos os anos o campeonato rural, com times da cidade.
Na cidade tem a seleção que os melhores jogadores com até 20 anos são escalados para jogar na copa do interior, uma competição com os melhores jogadores do interior. Em 2017 a seleção de sanharó chegou na semifinal do campeonato, onde foi desclassificado na cidade de Cachoeirinha.